# Adesão da Iugoslávia ao Pacto Tripartite
Em 25 de março de 1941, o Reino da Iugoslávia assinou o Pacto Tripartite com as Potências do Eixo. O acordo foi alcançado após meses de negociações entre a Alemanha Nazista e o Reino da Iugoslávia e foi assinado no Palácio Belvedere em Viena por Joachim von Ribbentrop, Ministro das Relações Exteriores da Alemanha, e Dragiša Cvetković, primeiro-ministro da Iugoslávia. De acordo com a aliança, as partes concordaram que as Potências do Eixo respeitariam a soberania e a integridade territorial da Iugoslávia, incluindo o Eixo se abstendo de solicitar permissão para transportar tropas através da Iugoslávia ou de solicitar qualquer assistência militar.
A Adesão da Iugoslávia ao Pacto Tripartite (em servo-croata:  Тројни пакт / Trojni pakt) teve vida curta, no entanto. Em 27 de março de 1941, dois dias após a assinatura do acordo, o governo iugoslavo foi derrubado quando a regência liderada pelo Príncipe Paulo terminou e o Rei Pedro II assumiu totalmente o poder. Em 6 de abril de 1941, menos de duas semanas após a Iugoslávia ter assinado o Pacto Tripartite, o Eixo invadiu a Iugoslávia. Em 18 de abril, o país foi conquistado e ocupado pelas Potências do Eixo.

## Contexto

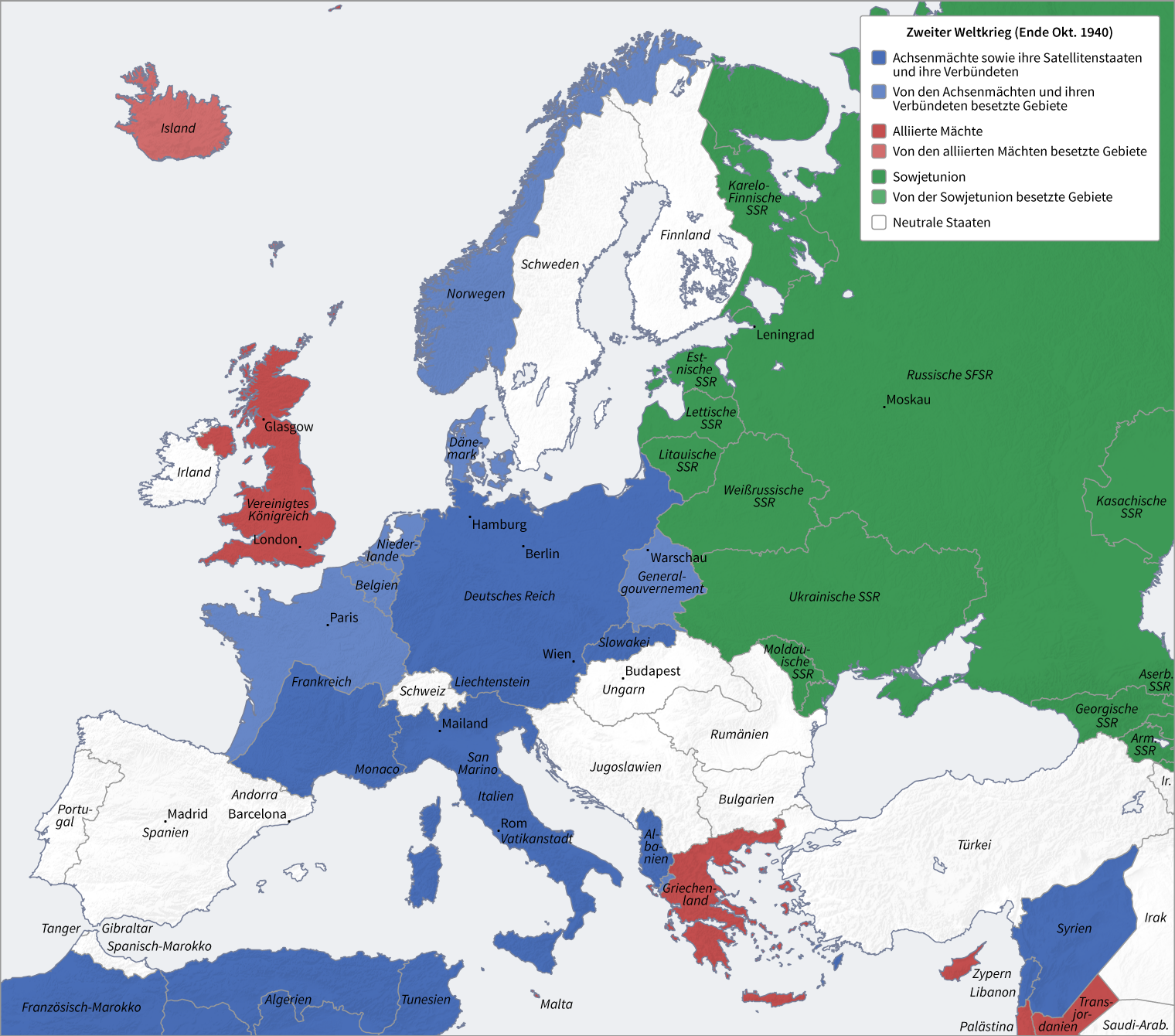
Mapa político da Europa no final de outubro de 1940 (em alemão).

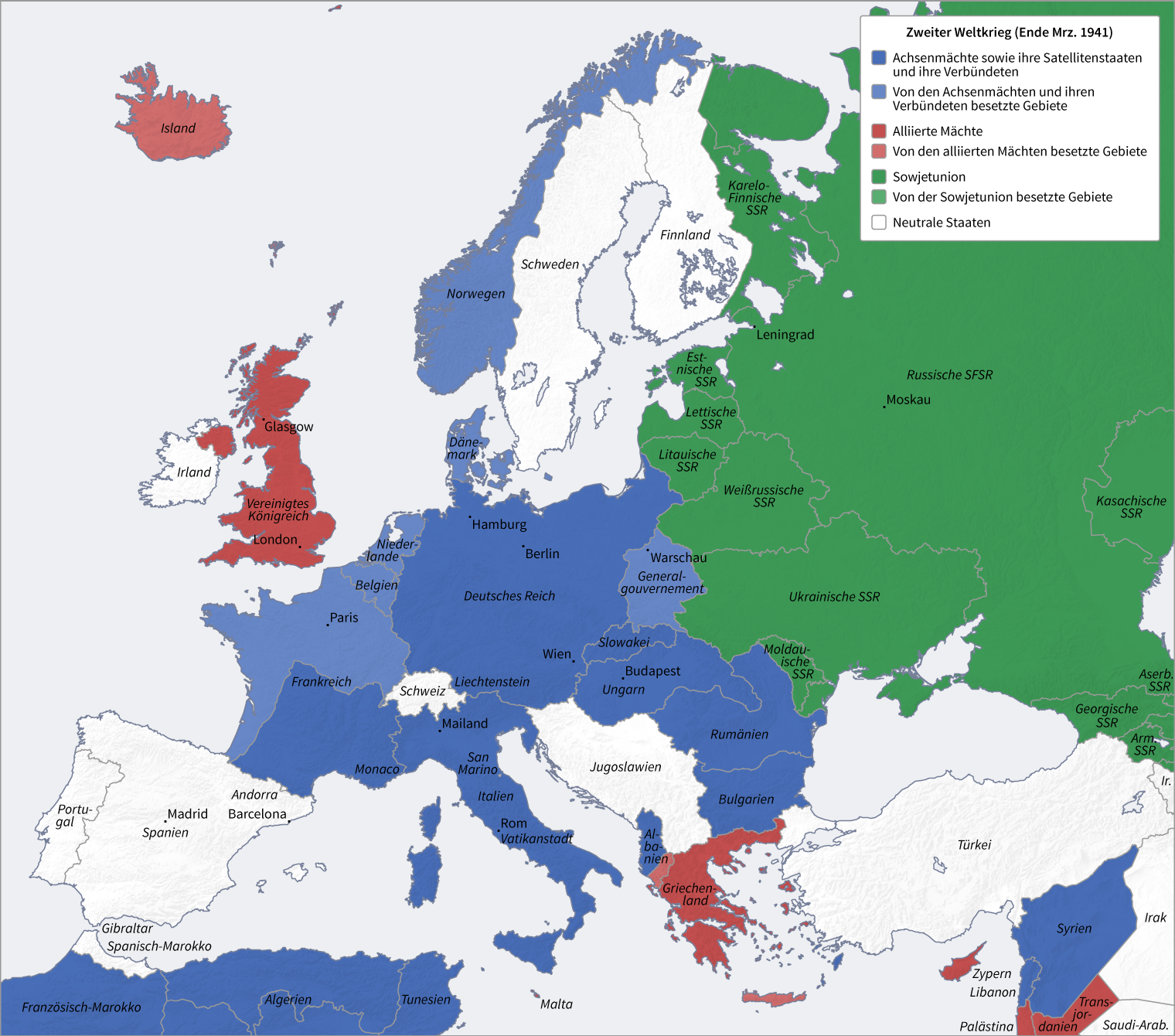
Mapa político da Europa no final de março de 1941 (em alemão).

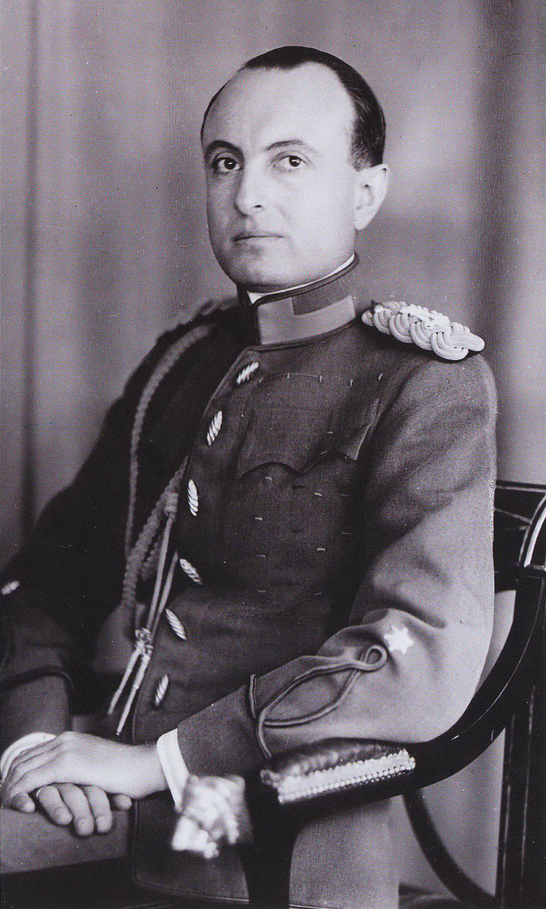
Príncipe Paulo da Iugoslávia.

Após o armistício francês em Junho de 1940, apenas o Reino Unido parecia ter alguma hipótese de vencer uma luta contra os alemães, tendo mesmo ele uma maior probabilidade de negociar uma paz humilhante.  Assim, o historiador Vladislav Sotirović escreveu que "não é de admirar que os políticos e diplomatas britânicos tenham tentado por todos os meios, incluindo golpes militares, arrastar qualquer país neutro para a guerra ao seu lado para uma vitória final contra a Alemanha de Hitler".  A Iugoslávia era governada como uma ditadura pelo regente, o príncipe Paulo, desde o assassinato do rei Alexandre I em 1934.  Após o Anschluss de 1938, a anexação alemã da Áustria; a ocupação italiana da Albânia em 1939; e a adesão da Hungria, Romênia e Bulgária ao Pacto Tripartite do Eixo de 20 de novembro de 1940 a 1 de março de 1941, a Iugoslávia fazia fronteira com potências do Eixo em todos os lados, exceto na fronteira sul com a Grécia .  Todos esses factores, combinados com o separatismo croata tradicional, fizeram com que Paulo se encontrasse num grande dilema psicológico, político e patriótico em Março de 1941 sobre como resistir às pressões diplomáticas de Hitler e às ofertas políticas concretas para assinar a adesão da Jugoslávia ao pacto.  Ele não conseguiu protelar, pois Hitler estava com pressa para iniciar a Operação Barbarossa, a invasão alemã da União Soviética. Além disso, o potencial de traição croata durante uma invasão alemã foi o principal argumento de Berlim durante as negociações com Belgrado. 
Na primavera de 1941, a Iugoslávia só podia contar com a Grã-Bretanha, que tinha mais recursos económicos e populacionais do que a Alemanha devido às suas colónias no Império Britânico.  A Iugoslávia precisava de ajuda militar rápida, que a Grã-Bretanha poderia oferecer, caso a primeira rejeitasse o pacto. 
Paulo era pró-britânico e ele próprio parente do rei britânico Jorge VI . Como Paulo deu a impressão de que preferia renunciar a virar as costas à Grã-Bretanha, Hitler o via como um fantoche britânico nos Bálcãs. 
Havia também o risco percebido de uma quinta-coluna comunista por causa do Pacto Molotov-Ribbentrop, que fez o general Milan Nedić preparar um plano em dezembro de 1940 para abrir seis campos de internamento para comunistas se fosse necessário.  Nedić também propôs que o Exército Iugoslavo tomasse Salônica antes que as tropas italianas pudessem fazê-lo após a invasão italiana da Grécia em novembro de 1940, uma vez que a perda daquele porto tornaria impossível a eventual ajuda militar britânica se a Iugoslávia fosse invadida. 
Os gregos, porém, mantiveram-se firmes contra os italianos e até entraram na Albânia, onde a invasão italiana havia começado.  O plano de Nedić para os comunistas foi descoberto por um espião, o jovem oficial Živadin Simić, do Ministério da Guerra; ele copiou o documento de duas páginas, que foi rapidamente distribuído em Belgrado pelos comunistas. 
Era crucial para Hitler resolver as questões da Iugoslávia e da Grécia antes de atacar a União Soviética, uma vez que acreditava que a Grã-Bretanha, que estava, juntamente com a França, em guerra com a Alemanha, só aceitaria a paz quando os soviéticos já não pudessem ameaçar a Alemanha. (Londres considerou o Pacto Molotov-Ribbentrop desonesto, volátil e forçado pela situação externa.) 
A invasão da União Soviética exigia que os Bálcãs fossem pró-alemães, e os únicos países não confiáveis na região eram a Iugoslávia, sendo os sérvios inimigos tradicionais da Alemanha, e a Grécia, que havia sido invadida pela Itália por sua própria vontade após a invasão alemã e anexação da Áustria,  mas tornou-se claro que Benito Mussolini não conseguiria sobreviver sozinho na Grécia. 
O Exército Britânico na Europa Continental lutou com sucesso apenas na Grécia. A eliminação militar e política da Grécia e da Jugoslávia, como potenciais aliados britânicos, seria, portanto, extremamente grave para a Grã-Bretanha. 
Sete divisões alemãs foram assim transferidas para a Bulgária, e Paulo pediu permissão para que seis divisões cruzassem a Iugoslávia para a Grécia.  Em 1º de março de 1941, Hitler obrigou Paulo a visitá-lo pessoalmente em seu resort favorito, em Berchtesgaden.  Eles se reuniram secretamente em Berghof, residência de Hitler, em 4 de março.  Numa discussão extremamente desconfortável para Paul, Hitler disse que depois de expulsar as tropas britânicas da Grécia, invadiria a União Soviética no verão para destruir o bolchevismo. 
A historiografia iugoslava permanece em grande parte silenciosa sobre o fato de que Hitler ofereceu a Paulo alguém da Dinastia Karađorđević deste último para se tornar o imperador da Rússia. Foi sugerido que se tratava do próprio Paulo, cujo mandato de regência terminaria em 6 de setembro de 1941, quando Pedro II se tornaria adulto e, portanto, o legítimo rei da Iugoslávia.  No entanto, a oferta, que era mais imaginária do que realista, não foi crucial para influenciar a decisão de Paulo de aderir ao Pacto Tripartido em 25 de Março de 1941 , uma vez que foi a Realpolitik o fator final.
Paulo dirigiu-se primeiro aos círculos diplomáticos britânicos em Belgrado e Londres para pedir ajuda e protecção, mas a Grã-Bretanha não ofereceu ajuda militar à Jugoslávia, apesar de o ter feito à Grécia. Os britânicos procuraram um envolvimento militar jugoslavo contra a Alemanha, que então derrotava a Grã-Bretanha, e prometeram uma recompensa adequada após a sua vitória. 
Durante as negociações com Hitler, Paulo temia que Londres exigisse uma declaração pública formal de amizade com a Grã-Bretanha, o que apenas irritaria a Alemanha, mas não traria nenhum bem.  A ajuda britânica concreta estava fora de questão, especialmente porque a Iugoslávia fazia fronteira com a Alemanha desde a anexação da Áustria.  O Exército Jugoslavo estava inadequadamente armado e por isso não teria qualquer hipótese contra a Alemanha, que tinha vencido a Batalha de França apenas um ano antes. 
Em 12 de janeiro de 1941, o primeiro-ministro britânico Winston Churchill informou a Paulo que a neutralidade iugoslava não era suficiente.  As exigências alemãs e britânicas diferiam, portanto, enormemente, uma vez que os alemães procuravam apenas a neutralidade e um pacto de não agressão, mas os britânicos exigiam um conflito aberto.  Em 6 de março, o Ministro da Guerra da Iugoslávia, Petar Pešić, apesar de ser apoiado pelos britânicos por ser anti-alemão, expôs as poucas chances da Iugoslávia contra a Alemanha. Ele enfatizou que os alemães rapidamente assumiriam o controle do norte da Iugoslávia com Belgrado, Zagreb e Ljubljana e depois forçariam o exército iugoslavo a recuar para as montanhas da Herzegovina, onde o exército não poderia resistir por mais de seis semanas antes de se render, uma vez que não havia armas, munições e alimentos suficientes. 
Assim, no dia seguinte, Dragiša Cvetković enviou as suas exigências à embaixada alemã em Belgrado: o respeito pela soberania política e pela integridade territorial da Iugoslávia, a rejeição da ajuda militar ou do transporte de tropas através da Iugoslávia durante a guerra e a tomada em consideração o interesse do país em ter acesso ao Mar Egeu durante a reorganização política da Europa no pós-guerra. 

## Negociações

### Novembro de 1940
Em 28 de novembro de 1940, o ministro das Relações Exteriores da Iugoslávia, Aleksandar Cincar-Marković, encontrou-se com Hitler em Berghof.  Hitler falou dos seus planos de "consolidação da Europa" e apelou à conclusão de um pacto de não agressão com a Alemanha e a Itália.  Embora o governo iugoslavo tenha concordado, Hitler respondeu imediatamente que não era suficiente por não satisfazer a necessidade de melhoria das relações com as potências do Eixo, e a questão da adesão da Iugoslávia ao Pacto Tripartite precisava de ser discutida. 

### Fevereiro de 1941
Em 14 de fevereiro de 1941, o primeiro-ministro Dragiša Cvetković e o ministro das Relações Exteriores Cincar-Marković reuniram-se com Hitler, que insistiu numa decisão rápida sobre a adesão, uma vez que era "a última oportunidade da Iugoslávia".  Hitler modificou as suas exigências fazendo concessões especiais à Iugoslávia que não incluiriam nada "contrário às suas tradições militares e à sua honra nacional".  Hitler não exigiu a passagem de tropas, o uso de ferrovias, a instalação de bases militares ou a colaboração militar com a Iugoslávia e garantiu a sua soberania nacional e integridade territorial.  Finalmente, Hitler disse: “O que vos proponho não é de facto o Pacto Tripartite”.  Os iugoslavos, no entanto, conseguiram recusar e atrasar as negociações , notando que a decisão cabia ao Príncipe Paulo. 

### 4 de março de 1941
Em 4 de março de 1941, o Príncipe Paulo encontrou-se secretamente com Hitler em Berghof, onde nenhuma obrigação foi assumida, e Paulo observou que precisava consultar seus conselheiros e o governo.  Hitler ofereceu garantias concretas e disse a Paulo que a adesão teria “um caráter puramente formal”. 

### 6 a 14 de março de 1941

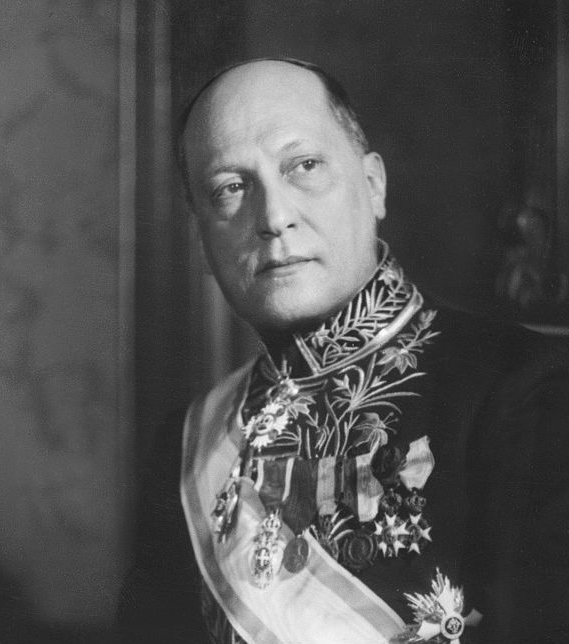
Aleksandar Cincar-Marković

Em 6 de março, o Conselho da Coroa foi convocado e o Príncipe Paulo informado do pedido de adesão de Hitler.  Cincar-Marković apresentou a situação externa e os problemas relacionados com a adesão da Jugoslávia, e Pešić retratou a má situação militar. Em geral, concluiu-se das discussões que a adesão ocorreria , mas que certas limitações e reservas seriam exigidas da Alemanha, cabendo a Cincar-Marković a elaboração desses pontos, que seriam mantidos no mais alto sigilo.  A conferência mostrou que a questão da adesão era muito séria e, no que diz respeito à opinião pública, muito difícil. 

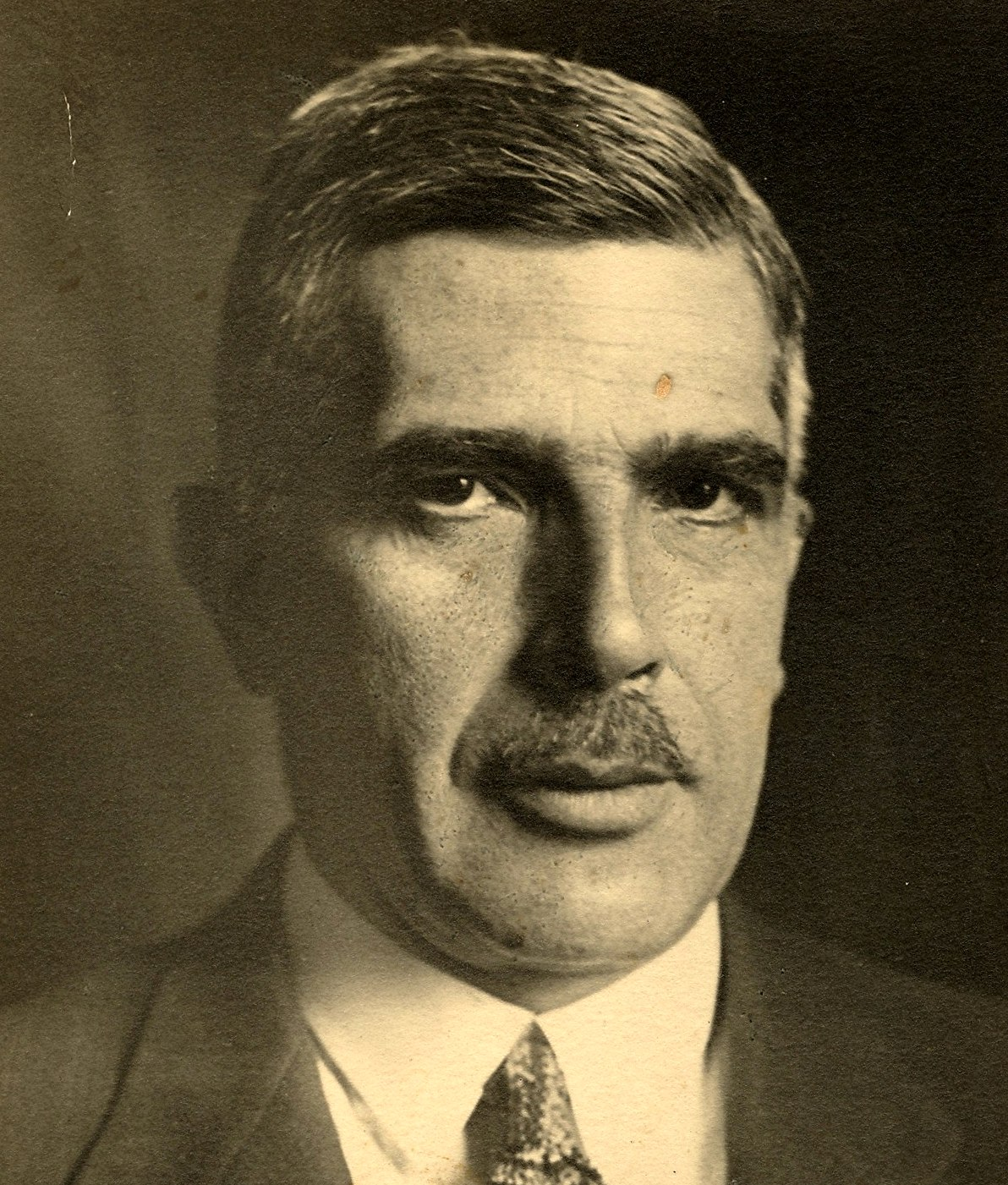
Victor Von Heeren

No dia seguinte, Cincar-Marković chamou Viktor von Heeren, o ministro alemão em Belgrado, ao ministério e informou-o de que o Conselho da Coroa havia concordado com o desejo de Hitler de adesão da Iugoslávia ao pacto.  Simultaneamente, veio à tona uma inquietação, provocada pelas manifestações anti-iugoslavas e pelos artigos negativos publicados nos meios de comunicação social na Bulgária nos últimos dias. 
Então, Ribbentrop foi solicitado a esclarecer através de Heeren se a Iugoslávia receberia uma declaração escrita da Alemanha e da Itália se aceitasse  que a soberania e integridade territorial da Iugoslávia seriam respeitadas; que nenhuma ajuda militar jugoslava seria solicitada e, durante a criação de uma nova ordem na Europa, que o interesse jugoslavo no livre acesso ao Mar Egeu através de Salónica seria considerado.
Cincar-Marković observou, ao apresentar esses pontos, que já havia consenso sobre todas as questões.  Ele então informou a Paulo que Ribbentrop havia oferecido garantias por escrito.  Para esclarecer a situação, Cincar-Marković pediu novamente uma resposta precisa do governo alemão para confirmar essas questões, o que ajudaria o governo jugoslavo a implementar a política desejada. 
Em 8 de março, Heeren contatou de forma estritamente confidencial o ministério alemão. Afirmou ter a forte impressão de que a Jugoslávia já tinha decidido que em breve aderiria ao pacto se os alemães cumprissem as exigências apresentadas por Cincar-Marković ou apenas alterassem ligeiramente as declarações escritas germano-italianas.  Heeren acreditava que o incentivo de Ribbentrop para outra discussão com Paulo era muito apropriado e seria melhor realizado no Castelo de Brdo, perto de Kranj. 
Nos círculos políticos e militares de Belgrado, a adesão ao campo alemão foi geralmente discutida, mas prevaleceu a ideia de que isso aconteceria por etapas, com a ajuda de declarações do governo e que a não adesão ao pacto pouparia o humor hostil da população.  No mesmo dia em que Heeren contactou Ribbentrop sobre as instruções deste último, Heeren decidiu falar com Cincar-Marković para afirmar imediatamente que a resposta germano-italiana a todos os três pontos tinha sido positiva.  Heeren avisou então a Cincar-Marković que a situação fazia parecer que era do interesse da Jugoslávia decidir sobre a sua adesão o mais rapidamente possível. 
Em 9 de Março, continuando a sua conversa telefónica, Ribbentrop declarou a Heeren de Fuschl am See  que a Alemanha estava pronta a reconhecer o seu respeito pela soberania e integridade territorial jugoslavas numa nota especial, que poderia ser publicitada pelo governo jugoslavo.
Os alemães estavam prontos a prometer que nenhum pedido de passagem ou transferência de tropas seria feito para a Iugoslávia durante a guerra, o que poderia ser divulgado se o governo iugoslavo considerasse que a política interna o tornava necessário. Isso e o momento do anúncio poderão ser discutidos durante a conclusão do pacto.

### 20–24 de março de 1941
Em 20 de março, três ministros iugoslavos (Branko Čubrilović, Mihailo Konstantinović e Srđan Budisavljević) renunciaram em protesto. 
Após consultas com ministros britânicos e americanos, o Conselho da Coroa decidiu que a situação militar era desesperadora e votou 15–3 a favor da adesão. 

## Assinatura

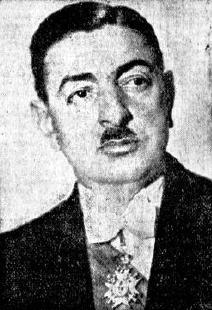
Dragisa Cvetković.

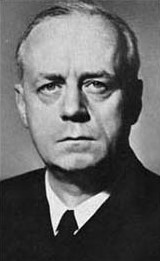
Joachim von Ribbentrop.

Em 25 de março, o pacto foi assinado no Palácio Belvedere, em Viena, sendo os principais signatários Ribbentrop e Cvetković. Foi realizado um banquete oficial, que Hitler reclamou que parecia uma festa fúnebre.  O lado alemão aceitou as exigências feitas por Paul e Cvetković, embora ambos esperassem que Hitler não as aceitasse para que pudessem prolongar as negociações.  O acordo afirmava que a Alemanha respeitaria a soberania e a integridade territorial da Jugoslávia e que as potências do Eixo não procurariam permissão para transportar tropas através da Jugoslávia nem solicitariam qualquer assistência militar.  O embaixador iugoslavo na Alemanha, Ivo Andrić, mais conhecido por ser escritor, transcreveu o documento. 
A rádio alemã anunciou mais tarde que "as Potências do Eixo não exigiriam o direito de passagem de tropas ou materiais de guerra", embora o documento oficial mencionasse apenas tropas e omitisse qualquer menção a materiais de guerra.  Da mesma forma, nenhuma promessa de considerar a entrega de Tessalônica à Jugoslávia apareceu no documento. 

## Consequências

### Demonstrações
No dia seguinte à assinatura do pacto, os manifestantes reuniram-se nas ruas de Belgrado e gritaram: "Melhor o túmulo do que um escravo, melhor a guerra do que o pacto" (Servo-croata: Bolje grob nego rob, Bolje rat nego pakt). 

### Golpe de Estado

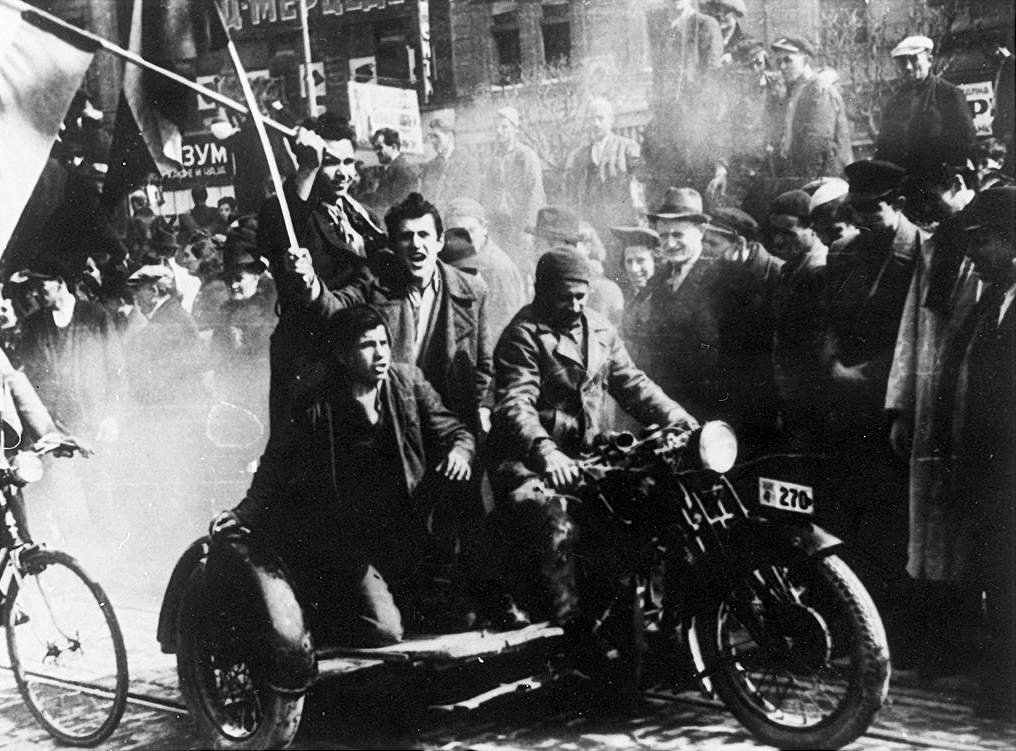
Manifestantes em Belgrado demonstram o seu apoio à ruptura com o Pacto Tripartite em 27 de Março, durante o golpe de estado jugoslavo.

Em 27 de março, o regime foi derrubado por um golpe de estado que contou com o apoio britânico. O rei Pedro II foi declarado maior de idade, apesar de ter apenas 17 anos. O novo governo iugoslavo, sob o primeiro-ministro e general Dušan Simović, recusou-se a ratificar a assinatura do Pacto Tripartite pela Iugoslávia e iniciou negociações com o Reino Unido e a União Soviética.
O enfurecido Hitler emitiu a Diretiva 25 como resposta ao golpe e atacou a Iugoslávia e a Grécia em 6 de Abril.
A Força Aérea Alemã bombardeou Belgrado durante três dias e três noites. As tropas terrestres alemãs avançaram e a Iugoslávia se rendeu em 17 de abril.

### Legado
Em setembro de 1945, a Comissão Estadual da República Socialista Federativa da Iugoslávia chamou Paulo de "criminoso", uma das razões é que ele havia feito com que a Iugoslávia aderisse ao Pacto Tripartite.  A Sérvia o reabilitou em 14 de dezembro de 2011. 

### Leitura Adicional
- Aleksić, Dragan (2011). «General Petar Pešić o Paktu 25. marta 1941». Архив Југославије. Архив (em sérvio). 1–2: 114–130
- Batowski, Henryk (1968). «Proposal for a Second Front in the Balkans in September 1939». Balkan Studies. 9 (2): 335–358
- Dragnich, Alex N. (1983). The First Yugoslavia: Search for a Viable Political System. [S.l.]: Hoover Press. pp. 132–. ISBN 978-0-8179-7843-3
- Koljanin, Milan (2012). «Pogled iz Vašingtona na martovske događaje 1941. u Beogradu» [Washington's View on the March Events in 1941 in Belgrade]. Istorija 20. Veka (em sérvio). 1: 77–88. doi:10.29362/ist20veka.2012.1.kol.77-88
- Krizman, Bogdan (1977). «Završni pregovori o pristupu Jugoslavije Trojnom paktu 1941. god.» (PDF). Savez povijesnih društava Hrvatske. Historijski zbornik (em croata): 517–527
- Krizman, Bogdan (1970). «Pristup Jugoslavije Trojnom paktu u proljeće 1941. godine». Zbornik Pravnog fakulteta (em croata). 3–4: 377–404
- Mišina, Veljko Đurić (2009). Краљевина Југославија 1941. [Kingdom of Yugoslavia in 1941] (PDF). Belgrade: 27. mart 1941. Okrugli sto 27. mart 1941: Knez Pavle u vihorima evropske politike [27 March 1941 Roundtable: Prince Paul in the whirlwinds of European policy] (em sérvio)
- Opačić, Petar (2003), О приступању Југославије Тројном пакту 1941. године [On accession of Yugoslavia to the Tripartite Pact in 1941] (PDF), Belgrade: 27. mart 1941, Okrugli sto 27. mart 1941: Knez Pavle u vihorima evropske politike [27 March 1941 Roundtable: Prince Paul in the whirlwinds of European policy] (em sérvio)
- Popović, Vojin B. (1961),  Тројни пакт и мартовски догађаји 1941 [The Tripartite Pact and the March Events in 1941] (em sérvio), Politika
- Stojadinović, Milan (1963). Ni rat ni pakt [Neither war nor pact] (em sérvio). Buenos Aires: [s.n.]